# Lista królów piktyjskich
Lista królów piktyjskich – lista królów Piktów, bazująca na dokumentach wspólnie nazwanych Pictish Chronicle, w których zawarte informacje dotyczące panowania królów Piktów były często niespójne i nieprecyzyjne.
| Imię                   | Inna forma          | Okres władzy              |
| ---------------------- | ------------------- | ------------------------- |
| Uuradach Uetla         | Feradach Finlegh    | ok. 400 - ok. 402         |
| Gartnait Duiperr       |                     | ok. 402 - ?               |
| Talorc mac Achiuir     |                     | ? - ok. 413               |
| Drust I mac Erp        | Drest               | ok. 413/424 - ok. 451/453 |
| Talorc mac Aniel       |                     | ok. 451/453 - ok. 455/457 |
| Nechtan Morbet mac Erp | Celchamoch          | ok. 455/457 - ok. 465/468 |
| Drust II Gurthinmoch   | Drest               | ok. 465/468 - ok. 495/498 |
| Galam Erilich          | Galanan             | ok. 495/498 - ok. 510/513 |
| Drust III mac Gigurum  | Drest               | ok. 510/513 - ok. 530/533 |
| Drust IV mac Uudrost   | Drest mac Hudrossig | ok. 510/513 - ok. 525/529 |
| Gartnait mac Gigurum   |                     | ok. 530/533 - ok. 537/40  |
| Cailtram mac Gigurum   | Caltarni            | ok. 537 - ok. 539/541     |
| Talorc mac Murtholoic  | Talorg              | ok. 539/541 - ok. 550/552 |
| Drust V mac Munait     | Drest mac Moneth    | ok. 550/552 - ok. 551/553 |
| Galam Cennalath        |                     | ok. 551/553 - ok. 556     |

Dynastia Gwynedd ?
| Imię                 | Inna forma         | Okres władzy              |
| -------------------- | ------------------ | ------------------------- |
| Brude I mac Maelchon | Bridei             | ok. 555/556 - ok. 586/587 |
| Gartnait mac Domelch | Garnard mac Donath | ok. 586/587 - ok. 597     |
| Nechtan              | Nectu              | ok. 597 - ok. 617         |
| Cinioch mac Lutrin   |                    | ok. 617 - 631             |
| Gartnait mac Uuid    | Gartnait mac Fothe | 631 - 635                 |
| Brude II mac Uuid    | Bridei mac Fothe   | 635 - 641                 |
| Talorc mac Uuid      | Bridei mac Fothe   | 641 - 653                 |

Dynastia Bernicja
| Imię                    | Inna forma | Okres władzy |
| ----------------------- | ---------- | ------------ |
| Talorcen I mac Eanfrith | Talargan   | 653 - 657    |

Dynastia Dalriada ?
| Imię                | Inna forma | Okres władzy             |
| ------------------- | ---------- | ------------------------ |
| Gartnait mac Donuel |            | 657 - ok. 663/64         |
| Drust VI mac Donuel | Drest      | ok. 663/664 - ok. 671/72 |

Dynastia Strathclyde ?
| Imię                 | Inna forma          | Okres władzy              |
| -------------------- | ------------------- | ------------------------- |
| Brude III mac Bile   | Bridei              | ok. 671/672 - ok. 692/693 |
| Taran mac Entfidich  | Tarain              | ok. 692/693 - ok. 696/97  |
| Brude IV mac Derile  | Bridei mac Derelei  | ok. 6962/697 - 706        |
| Nechtan mac Derile   | Nechton mac Derelei | 706 - 724                 |
| Drust VI             | Drest               | 724 - 726                 |
| Alpin I mac Eochaidh | Elpin               | 726 - 728                 |
| Onuist mac Urguist   | Oengus mac Fergus   | 728                       |
| Nechtan mac Derile   | Nechton mac Derelei | 728 - 729                 |
| Onuist I mac Urguist | Oengus mac Fergus   | 729 - 761                 |
| Brude V mac Urguist  | Bridei mac Fergus   | 761 - 763                 |

Dynastia Lorne
| Imię                    | Inna forma      | Okres władzy      |
| ----------------------- | --------------- | ----------------- |
| Ciniod I mac Uuredech   |                 | 763 - 775         |
| Alpin II                | Elpin           | 775 - 780         |
| Talorcen II mac Drostan | Talorgen        | 781 - 785         |
| Drust VII mac Talorcan  | Drest           | ok. 780 - 781     |
| Talorcen III mac Oengus | Talorgen        | ok. 781/785 - 787 |
| Conall mac Tagd         | Canaul mac Tang | ok. 785/87 - 789  |
| Konstantin              |                 | 789 - 821         |
| Oengus II.              |                 | 820 - 834         |
| Drust IX.               | Drest           | 834 - 837         |
| Uen                     | Ewen            | 837 - 839         |
| Uurad                   | Ferat           | 837 - 839         |
| Uen                     | Ewen            | 839 - 842         |
| Brude VI                | Bridei          | 842               |
| Ciniod II               |                 | 842               |
| Brude VII               | Bridei          | 843 - 845         |
| Drust X                 | Drest           | 845 - 848         |

Dynastia Alpinów
| Imię         | Inna forma | Okres władzy |
| ------------ | ---------- | ------------ |
| Cináed       |            | 848 - 858    |
| Domnall I    |            | 858 - 862    |
| Causantín I  |            | 862 - 877    |
| Aedh         | Áed        | 877 - 878    |
| Giric        |            | 878 - 889    |
| Domnall II   |            | 889 - 900    |
| Causantín II |            | 900 - 943    |

Brude VII i Drust X byli poddanymi Króla Kennetha I MacAlpina, który od 848 r. był pierwszym wspólnym królem Szkotów i Piktów. Po śmierci Konstantyna II w 943 zaprzestano używania tytułu króla Piktów i Szkotów. Nowe królestwo najpierw było znane pod nazwą Alba, później pod nazwą Szkocja.